# Flettner Fl 282
Flettner Fl 282 Kolibri (niem. Koliber) – śmigłowiec konstrukcji niemieckiej z okresu II wojny światowej, produkowany przez firmę Antona Flettnera będący pierwszym śmigłowcem na świecie produkowanym seryjnie.
Dzięki zastosowaniu dwóch zazębiających się wirników pomysłu Flettnera, Fl 282 nie musiał być wyposażony w śmigło ogonowe.
Kolibri był pierwszym śmigłowcem użytym w działaniach bojowych. W czasie II wojny światowej został przetestowany na Bałtyku oraz na śródziemnomorskim teatrze działań wojennych. Planowano także użycie nieuzbrojonych Fl 282U jako śmigłowców rozpoznawczych operujących z okrętów podwodnych dalekiego zasięgu.

## Wersje
- Flettner Fl 282 V1/V7 – prototypy
- Flettner Fl 282 A-1 – jednomiejscowy morski śmigłowiec rozpoznawczy mogący operować z pokładu krążowników i innych okrętów. Przetestowany na Bałtyku, Morzu Śródziemnym i Morzu Egejskim.
- Flettner Fl 282 B-2 – dwumiejscowy śmigłowiec rozpoznawczo-łącznikowy i współpracy z artylerią, operujący na lądzie.
- Flettner Fl 282 A-2 – jednomiejscowy śmigłowiec rozpoznawczy operujący z pokładów okrętów podwodnych wyposażonych w specjalny hangar (tylko projekt).

## Służba
W 1942 śmigłowce Fl 282 rozpoczęły służbę operacyjną w Kriegsmarine. Pierwszą maszyną był prototyp Fl 282 V5, który testowano na Bałtyku z pokładu krążownika Köln. Do 1943 przekazano do jednostek około 20 maszyn. Służyły one głównie do ochrony konwojów na Morzu Śródziemnym, Egejskim i na Bałtyku.
W służbie wojsk lądowych śmigłowce okazały się bardzo przydatne do współpracy z artylerią. W 1944 powstały samodzielne klucze obserwacyjne i współpracy z artylerią. Działały one głównie na froncie wschodnim. W tym charakterze kilka maszyn służyło nawet w czasie obrony Berlina w kwietniu 1945. Stacjonowały one na lotnisku Berlin-Rangsdorf.
Jednostką śmigłowcową była między innymi 40 eskadra transportu powietrznego (Luft-Transportstaffel 40), stacjonująca na lotnisku Ainring. Składała się z trzech Fl 282 i trzech Fa 223. 
Jeden z egzemplarzy wpadł w ręce Sowietów w Berlin-Rangsdorf, dwa zdobyli Amerykanie po kapitulacji jednostki TS/40 i wraz z konstruktorem znalazły się w USA. Pozostałe zbudowane egzemplarze zostały wcześniej zniszczone, aby nie wpadły w ręce aliantów. Do dziś dotrwały tylko nieliczne elementy.

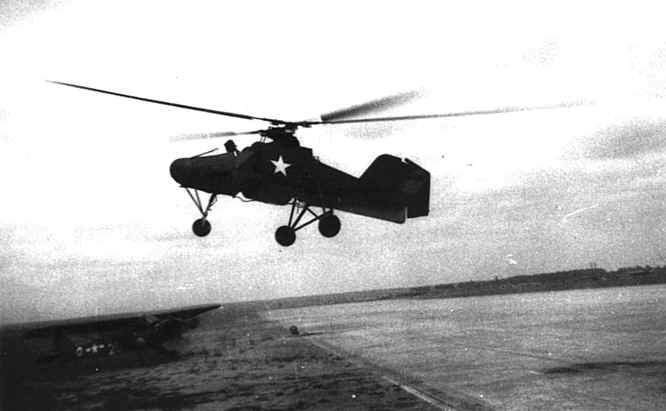
Zdobyczny Flettner Fl 282 testowany przez Amerykanów